# Fa'asaleleaga
Fa'asaleleaga is een district in Samoa op het eiland Savai'i.
Fa'asaleleaga telt 12.949 inwoners op een oppervlakte van 266 km².